# Jean-Pierre Denis (réalisateur)
Pour les articles homonymes, voir Jean-Pierre Denis et Denis.
Jean-Pierre Denis est un réalisateur et scénariste français né le 26 mars 1946 à Saint-Léon-sur-l'Isle (Dordogne).

## Parcours

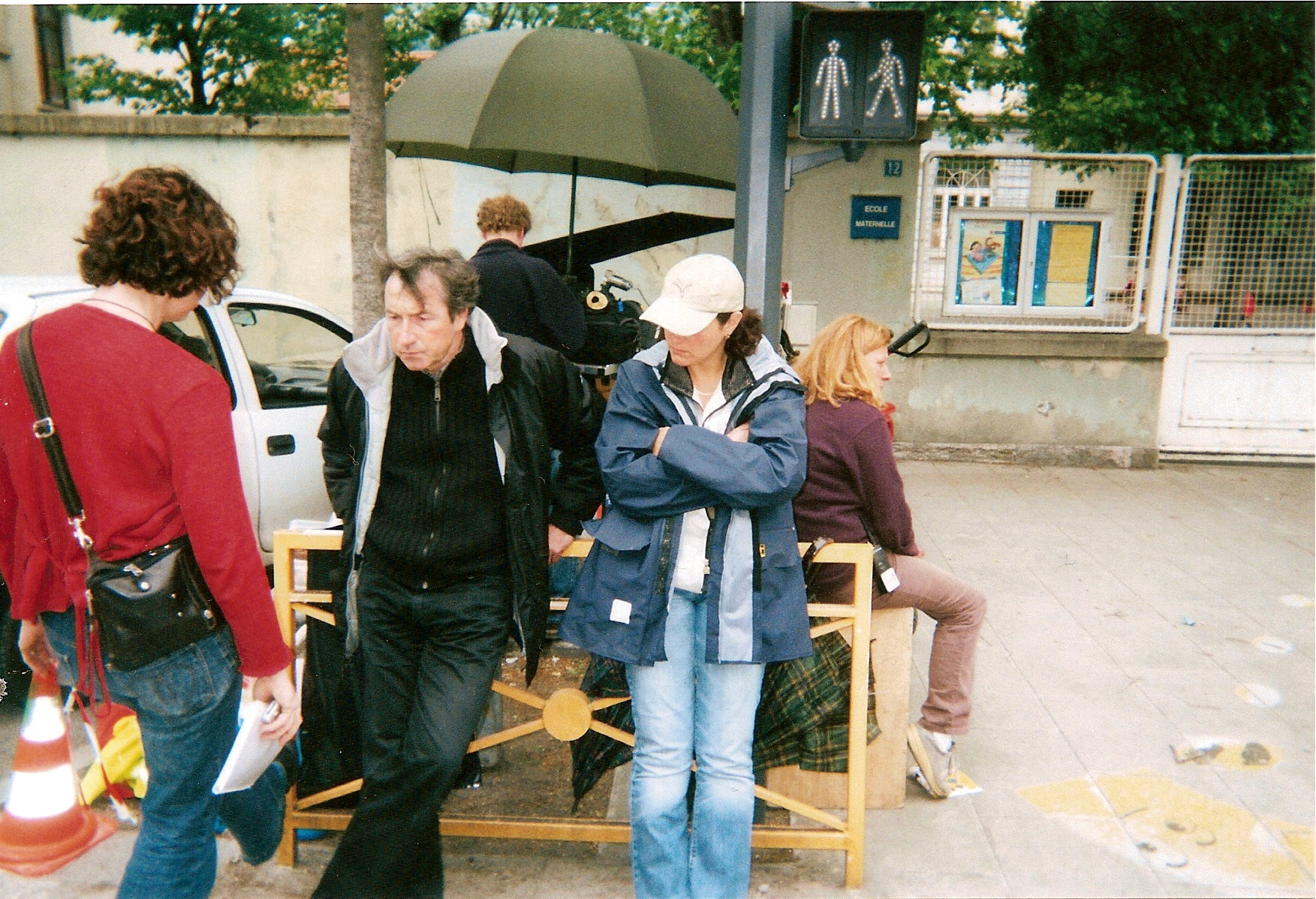
Jean-Pierre Denis sur le tournage de La Petite Chartreuse en 2004.

Jean-Pierre Denis est un cinéaste autodidacte au profil particulier puisqu'il a travaillé au service des douanes pour le département audiovisuel et relation presse, prenant parfois quelques mois de disponibilité pour sa passion cinématographique.
Il auto-produit son premier long métrage, Histoire d'Adrien, première fiction tournée entièrement en langue occitane, film pour lequel il obtient la Caméra d'or au festival de Cannes 1980, ce qui lance sa carrière de réalisateur, toujours en parallèle avec son emploi dans les douanes.
Il revient sur la Croisette en 1987 pour Champ d'honneur, cette fois dans la sélection officielle en competition pour la Palme d'or. Son film le plus connu du grand public, Les Blessures assassines, sort en 2000 et lui vaut deux nominations aux César.
En 2005, il sort La Petite Chartreuse, adapté du roman homonyme de Pierre Péju.
Présent au festival de cinéma des Rencontres buissonnières 2008 à Buisson-de-Cadouin (Dordogne), il apporte son témoignage sur la nécessité de continuer à encourager la production de films d’art et d’essai, menacés par une désaffection de l'État.

## Filmographie
- 1980 : Histoire d'Adrien - réalisation, scénario et production
- 1983 : La Palombière - réalisation et scénario
- 1987 : Champ d'honneur - réalisation et scénario
- 1993 : Les Yeux de Cécile (téléfilm) - réalisation
- 2000 : Les Blessures assassines - réalisation et scénario
- 2005 : La Petite Chartreuse - réalisation et scénario
- 2011 : Ici-bas - réalisation

## Distinctions

### Récompenses
- Festival de Cannes 1980 : Caméra d'or pour Histoire d'Adrien
- Festival international du film de Valladolid 1980 : Mention spéciale pour Histoire d'Adrien
- Festival du film de Paris 1987 : Grand prix pour Champ d'honneur
- Festival international du film de Mar del Plata 2001 : Meilleur réalisateur pour Les Blessures assassines

### Nominations et sélections
- Festival de Cannes 1987 : sélection officielle en compétition pour la Palme d'or pour Champ d'honneur
- César 2001 : meilleur film et meilleur réalisateur pour Les Blessures assassines